# Dicranomyia flabellifera
Dicranomyia flabellifera är en tvåvingeart som först beskrevs av Alexander 1929.  Dicranomyia flabellifera ingår i släktet Dicranomyia och familjen småharkrankar. Inga underarter finns listade i Catalogue of Life.